# Victor Cavallo
Victor Cavallo, pseudonimo di Vittorio Vitolo (Roma, 8 maggio 1947 – Roma, 22 gennaio 2000), è stato un attore, poeta e scrittore italiano.

## Biografia
Nacque con la poesia e il teatro underground romano della fine degli anni sessanta, si specializzò in ruoli da proletario e marginale in film come La tragedia di un uomo ridicolo, Pasolini, un delitto italiano e Il grande cocomero. Fu noto al grande pubblico come solido caratterista in tante fiction e miniserie televisive, è ricordato nel ruolo del giornalista Alvaro Maurilli ne La piovra 2, in quello di Salvatore Partanna (personaggio di fantasia al posto di Salvatore Riina) in Ultimo, in I giudici di Ricky Tognazzi del 1999 e nel film Piedipiatti (interpreta "Er soffia" amico di Enrico Montesano che poi viene ucciso), ma anche attore teatrale di grande spessore come nell'opera Scarface, insieme a Daniela Silverio, con la quale girò l'Italia negli anni settanta. Negli anni ottanta partecipò anche a uno spot pubblicitario di una nota marca di caramelle. 
Morì il 22 gennaio 2000 all'ospedale San Giovanni di Roma, per cirrosi epatica, all'età di 52 anni, poco prima della messa in onda del nono episodio di Don Matteo, del quale era protagonista.

## Filmografia

### Cinema
- Ring, regia di Luigi Petrini (1977)
- Molto di più, regia di Mario Lenzi (1980)
- Miracoloni, regia di Francesco Massaro (1981)
- La tragedia di un uomo ridicolo, regia di Bernardo Bertolucci (1981)
- Habibi, amor mio, regia di Luis Gomez Valdivieso (1981)
- Sconcerto Rock, regia di Luciano Manuzzi (1982)
- W la foca, regia di Nando Cicero (1982)
- Lontano da dove, regia di Stefania Casini e Francesca Marciano (1983)
- Lo specchio del desiderio (La lune dans le caniveau), regia di Jean-Jacques Beineix (1983)
- Io con te non ci sto più, regia di Gianni Amico (1983)
- Chi mi aiuta?, regia di Valerio Zecca (1983)
- Le voyage, regia di Michel Andrieu (1984)
- Le due vite di Mattia Pascal, regia di Mario Monicelli (1985)
- I soliti ignoti vent'anni dopo, regia di Amanzio Todini (1985)
- Grandi magazzini, regia di Castellano e Pipolo (1986)
- Il mistero del panino assassino, regia di Giancarlo Soldi (1987)
- Gli invisibili, regia di Pasquale Squitieri (1988)
- Minaccia d'amore, regia di Ruggero Deodato (1988)
- Lungo il fiume, regia di Vanna Paoli (1989)
- Burro, regia di José María Sánchez (1989)
- Sirena, episodio di Provvisorio quasi d'amore, regia di Francesca Marciano (1989)
- Il colore dell'odio, regia di Pasquale Squitieri (1989)
- Stanno tutti bene, regia di Giuseppe Tornatore (1990)
- Verso sera, regia di Francesca Archibugi (1991)
- Piedipiatti, regia di Carlo Vanzina (1991)
- Amami, regia di Bruno Colella (1992)
- Non chiamarmi Omar, regia di Sergio Staino (1992)
- Il grande cocomero, regia di Francesca Archibugi (1993)
- OcchioPinocchio, regia di Francesco Nuti (1994)
- I pavoni, regia di Luciano Manuzzi (1994)
- L'amico immaginario, regia di Nico D'Alessandria (1994)
- Mollo tutto, regia di José María Sánchez (1995)
- Bidoni, regia di Felice Farina (1995)
- Pasolini, un delitto italiano, regia di Marco Tullio Giordana (1995)
- Hotel Paura, regia di Renato De Maria (1996)
- Porzûs, regia di Renzo Martinelli (1997)
- La ballata dei lavavetri, regia di Peter Del Monte (1998)
- La parola amore esiste, regia di Mimmo Calopresti (1998)
- L'albero delle pere, regia di Francesca Archibugi (1998)
- Vuoti a perdere, regia di Massimo Costa (1999)
- Unruly - Nessuna regola (Méditerranées), regia di Philippe Berenger (1999)
- La vita, per un'altra volta, regia di Domenico Astuti (1999)
- Monna Lisa, regia di Matteo Del Bò – cortometraggio (2000)
- Estate romana, regia di Matteo Garrone (2000)
- Regina Coeli, regia di Nico D'Alessandria (2000)
- Giravolte, regia di Carola Spadoni (2001)
- SuperViktor - Agosto '96, regia di Franco Rea (2007)

### Televisione
- L'usura, regia di Maurizio Rotundi – film TV (1981)
- Panagulis vive, regia di Giuseppe Ferrara – miniserie TV, 4 episodi (1982)
- La Certosa di Parma, regia di Mauro Bolognini – miniserie TV, 1 episodio (1982)
- La piovra 2, regia di Florestano Vancini – miniserie TV, 2 episodi (1985)
- Naso di cane, regia di Pasquale Squitieri – miniserie TV, 3 episodi (1986)
- Helena – serie TV (1987)
- Chiara e gli altri – serie TV, episodio 1x05 (1989)
- Vincere per vincere, regia di Stefania Casini – film TV (1990)
- Scheggia di vento, regia di Stefania Casini – film TV (1990)
- Il giudice istruttore, regia di Florestano Vancini – serie TV, 1 episodio (1990)
- Una prova d'innocenza, regia di Tonino Valerii – miniserie TV (1991)
- Amico mio – serie TV (1993)
- Uno di noi – serie TV (1996)
- Compagni di branco, regia di Paolo Poeti – film TV (1996)
- Ultimo, regia di Stefano Reali – miniserie TV (1998)
- Amiche davvero!!, regia di Marcello Cesena – film TV (1998)
- S.P.Q.R – serie TV, episodio 1x09 (1998)
- Tre addii, regia di Mario Caiano – miniserie TV (1999)
- I giudici - Excellent Cadavers, regia di Ricky Tognazzi – film TV (1999)
- Operazione Odissea, regia di Claudio Fragasso – miniserie TV (2000)
- Don Matteo – serie TV, episodio 1x09 (2000)

## Opere letterarie
- Ecchime. Antologia sinfonia, Stampa alternativa, 2003, ISBN 978-88-7226-735-6.
- Storie, racconti, poesie, teatro, lettere, pensieri, disegni etc..., Edizioni Ribot, marzo 2010.
- Non è successo niente, Ripalimosani, round midnight, 2020.

## Omaggi
Il 29 marzo 2015, nel quartiere Garbatella di Roma – dove nacque e dove crebbe – gli fu dedicato un sentiero urbano, il primo di Roma, segnalato con i classici segnavia dei sentieri di montagna, in rosso e bianco e su ogni segno l'effigie di Victor Cavallo della locandina di Ecchime, sua opera. Il sentiero, ad anello, parte e ritorna presso la Casetta Rossa associazione di promozione sociale che ha creato il sentiero. Il sentiero "Victor Cavallo" attraversa i lotti popolari della Garbatella, passando per i luoghi storici più significativi del quartiere. All'inizio del sentiero una targa recita: